# 엔드 오브 에반게리온
《신세기 에반게리온 극장판: Air/진심을, 그대에게》(일본어: 新世紀エヴァンゲリオン劇場版　Ａｉｒ／まごころを、君に 신세이키에반게리온게키죠반 에아 마고코로오키미니[*], 영어: The End of Evangelion 디 엔드 오브 에반게리온[*]))는 안노 히데아키의 애니메이션 신세기 에반게리온 시리즈의 두 번째 극장용 작품이다. 이 애니메이션은 논란을 일으킨 TV 시리즈의 24화에서 스토리적으로 바로 연결되면서, 25, 26화로 이어져 TV판의 내용을 끝맺는다. 25화인 에어(Air), 26화인 진심을 너에게(まごころを、君に 마고코로오 기미니[*])로 구성되어 있다.

## 줄거리

### 제25화 에어
사도들을 모두 물리치고 나서도 네르프는 해체되지 않은 상태다. 카오루의 죽음 이후 공황 상태에 빠진 신지는 혼수 상태의 아스카에게 와서 도와달라고 애원하다가 아스카의 부상당한 나체 상태의 가슴을 보고 자위 행위를 하는 지경에 이른다.
한편, 겐도와 제레는 인류보완계획의 진행 방식을 놓고 언쟁을 한다. 겐도는 제레에게 “죽음은 아무것도 낳지 않는다”면서 제레에 반기를 들고, 제레는 자기들의 말을 더 이상 듣지 않는 네르프를 파괴하기 위해 마기 시스템을 해킹하지만 감금 중이었던 리츠코가 풀려나 해킹을 막아낸다.
결국 제레는 네르프가 인류 멸망의 서드 임팩트를 일으키려 한다는 거짓 정보를 일본 정부에 흘리고, 일본 정부는 자위대를 지오프런트에 급파, 비전투원인 네르프 직원들은 몰살당한다.
미사토는 에반게리온 파일럿들만은 구해내려고 하지만 레이는 행방불명, 신지는 네르프 본부에 고립된 상태였기 때문에 아스카만 에바 2호기에 태워 호수 깊은 곳에 숨겨 놓는다. 그러나 2호기의 소재를 알아낸 자위대는 호수에 맹공을 퍼붓는다. 이때 2호기 코어 안에 잠들어 있던 아스카의 어머니 소류 쿄코 제플린의 영혼이 눈을 뜨고, 어머니의 존재를 깨달은 아스카는 각성, 단숨에 자위대를 전멸시켜 버린다.
이에 제레는 양산형 에반게리온이었던 5호부터 13호기까지 총 9대를 긴급투입한다. 아스카는 양산기 8대를 파괴해 버리지만, 언빌리컬 케이블이 절단된 바람에 자체적으로 내장된 기본 전원이 종료됨과 동시에 복제 롱기누스 창이 날아와 에바 2호기는 머리가 꿰뚫리고 S2 기관이 내장되어 있던 양산기들이 되살아나 2호기를 뜯어먹어 버린다. 자신이 탑승한 채 조종하고 있던 에바 2호기와 싱크로가 차단되지 않았기 때문에 고통이 그대로 전해져서 미쳐버린 아스카는 눈을 희번득이며 2호기를 폭주시키지만, 나머지 8개의 복제 롱기누스 창들이 날아와 에바 2호기는 완전히 파괴된다. 이때 에반게리온 2호기의 팔이 잘리는 통증의 싱크로로 아스카의 팔도 잘려서 나가는 듯한 신경적 쇼크로 아스카의 생사 여부가 미심쩍게 된다.
한편 네르프 건물 내부에서 고립되어 있다가 자위대에게 발견되어 총살당할 뻔한 신지는 미사토에게 구출된다. 미사토는 세컨드 임팩트 및 제레에 관한 모든 사실을 폭로한 뒤 신지를 에바 초호기로 데려다 주다가 자위대의 공격으로 중상을 입고, “어른의 키스란다. 돌아오면 이 다음을 계속하자.”라면서 신지에게 키스하고 엘리베이터로 밀어 넣은 뒤 자신은 폭발에 휘말려 사망한다.
하지만 신지는 초호기가 베이클라이트로 탑승불가 상태라는 것을 깨닫고 다시 절망한다. 그때 초호기가 폭주하여 스스로 움직여 베이클라이트를 뜯어내고 신지가 타도록 도와준다. 초호기를 타고 바깥으로 나간 신지는 양산기들에 의해 사지절단된 2호기를 보고 경악해 비명을 지른다.

### 제26화 진심을, 너에게
자신만의 인류보완계획을 실행하려는 겐도는 세 번째 레이를 데리고 릴리스가 있는 터미널 도그마로 내려간다. 하지만 겐도에 대한 기억이 전혀 없는 레이는 “나는 당신의 인형이 아니에요”라면서 겐도를 거부, 아담의 육체만 흡수하고 릴리스와 융합한다.
자신의 영혼을 되찾은 릴리스의 가면이 벗겨지자 레이의 얼굴과 꼭 닮은 얼굴이 드러난다. 릴리스는 십자가의 속박에서 벗어나 지상으로 솟아오르고 센트럴 도그마에 있던 네르프 생존자들은 공포에 떤다.
한편, 지상에서는 양산형 에바들이 에바 초호기에 돋아난 날개를 물어뜯고 하늘에 거대한 세피로트의 나무가 생겨난다. 동시에 달에 박혀 버렸던 롱기누스의 창이 되돌아와서 날아오고, 신지의 일그러진 자아와 릴리스의 힘이 만나며 양산형 에바들이 스스로 자신들의 코어를 각자의 창들로 찔러서 서드 임팩트가 시작된다.
롱기누스의 창으로 자신의 코어를 찔러 세피로트의 나무가 된 초호기는 릴리스의 이마에 난 제3의 눈을 뚫고 릴리스의 몸 안으로 들어가고, 지오프런트 지하에 묻혀있던 검은 달이 떠올라 전 인류는 순식간에 자신의 AT 필드를 잃고 몸이 터져 LCL 용액으로 강제로 환원된다. 이때 죽어가는 사람들의 눈앞에는 자신이 가장 사랑하는 사람의 환영이 보인다. 휴가는 짝사랑하던 미사토의 환영을 보고, 마야는 리츠코의 환영을, 후유츠키는 옛 제자였지만 제자 이상의 감정을 가지고 있었던 유이의 환영을 본다. 한편, 유일하게 사랑하는 사람이 없던 아오바는 수많은 레이의 환영을 보면서 공포에 떨며 죽어간다. 모든 것의 진정한 원흉인 제레의 수장 킬 로렌츠 자신도 LCL로 환원되어 죽어버린다. 유이, 카오루, 레이의 환영을 만난 겐도는 그 동안의 잘못을 뉘우치며 자신 역시 ‘남에게 다가갔다가 남에게 상처를 입히는 것이 두려웠다’는 나약한 내면을 보이면서 초호기에 머리를 씹혀서 죽는다.
그러나 릴리스의 몸 안에서 만난 레이, 카오루와 철학적 담론을 나누던 신지는 모든 것이 하나가 된 세상에 허무감을 느끼고 세상을 원래대로 돌려놓기를 원하고, 릴리스의 목이 잘린다. 잘린 릴리스의 목에서 뿜어져 나온 피는 우주 공간까지 뻗어나가 달표면에 붉은 줄무늬를 남긴다.
그러자 갑자기 상가, 전봇대, 오고 가는 사람들 등의 실사 영상이 비추어지더니 극장의 좌석, 즉 영화를 보고 있는 관객들이 앉아 있는 좌석이 나타난다.와중에 극의 중요 캐릭터들의 실제 목소리를 담당한 성우들의 등장씬도 잠깐 나타난다. 다시 애니메이션이 계속되고, 릴리스(이자 레이)의 몸은 완전히 무너져 내린다. 양산기들은 머리가 터져 십자가 모양으로 굳어 바다에 떨어진다. 마지막으로 ‘신적 존재’가 된 초호기는 롱기누스의 창과 함께 우주 저 멀리 영원히 떠나 버린다. 신지는 “안녕히 가세요, 엄마”라고 초호기에 작별 인사를 한다.

### 종장 I Need You
지구는 붉은 바다와 완파된 구조물들로 인한 죽음의 세계가 되었다. 곳곳에는 토막나서 산산이 무너져 내린 레이(이자 릴리스)의 거대한 시체들이 널부러져 있다.
붉은 바다의 해변에는 신지와 아스카, 단 둘만이 누워 있다. 둘 다 살아있지만, 아스카는 사도와의 싸움으로 몸과 마음이 병들고 영혼까지 잃어버린 탓에 얼음처럼 차가운 상태. 레이의 환영을 보던 신지는 옆에 아스카가 있다는 것을 알고 반사적으로 아스카의 목을 조른다. 그러나 아스카가 신지의 뺨을 부드럽게 어루만지고 손의 따뜻한 온기를 느낀 신지는 자신이 틀렸음을 깨닫고는 결국 아스카에게서 손을 풀고 하염없이 운다. 그 모습을 본 아스카는 “気持ち悪い(기분 나빠.)”라는 말을 툭 던진다. 곧이어 흰 바탕에 終劇(종극)이라는 두 글자만 쓰여 있는 화면이 나오면서 《신세기 에반게리온》은 끝을 맺는다.

## 출연

### 주연
- 오가타 메구미 - 이카리 신지 목소리 역
- 하야시바라 메구미 - 아야나미 레이 목소리 역
- 미야무라 유코 - 소류 아스카 랑그레이 목소리 역
- 미츠이시 코토노 - 카츠라기 미사토 목소리 역
- 야마구치 유리코 - 아카기 리츠코 목소리 역
- 타치키 후미히코 - 이카리 겐도 목소리 역
- 이시다 아키라 - 나기사 카오루 목소리 역
- 키요카와 모토무 - 후유츠키 코조 목소리 역
- 무기히토 - 킬 로렌츠 목소리 역
- 코야스 타케히토 - 아오바 시게루 목소리 역
- 나가사와 미키 - 이부키 마야 목소리 역

## 같이 보기
- 《신세기 에반게리온》
- 신세기 에반게리온 연표